# Daniel Schüßler
Daniel Schüßler (* 1973 in Düsseldorf) ist ein deutscher Theaterregisseur.

## Leben und Karriere
Daniel Schüßler absolvierte von 1998 bis 2002 eine Schauspielausbildung am Deutschen Zentrum für Schauspiel und Film, die er 2002 mit der Bühnenreifeprüfung abschloss.
Während seiner Schauspielausbildung übernahm er bereits einige Rollen am Kölner Schauspielhaus unter der Leitung von Günter Krämer.
Nach seiner Schauspielausbildung folgten Engagements an verschiedenen Theatern wie dem Nationaltheater Mannheim, dem Schauspiel Köln, der Oper Bonn, den Schwetzinger Festspielen, dem Landestheater Schleswig-Holstein und bei der katalanischen Aktionstheater-Gruppe La Fura dels Baus.
2004 gründete Daniel Schüßler das Analogtheater in Köln und führt dort in den meisten Projekten Regie. Ein Großteil der Produktionen des Theaters sind Uraufführungen, die oft in kollektiver Autorenschaft mit dem Ensemble entstehen, auf biografischen Befragungen basieren und einen performativen Charakter haben. Seine Arbeiten zeichnen sich durch eine Interdisziplinarität aus, für die er Künstler aus unterschiedlichen Sparten in den kreativen Prozess einbindet.
Neben seinen Inszenierungen arbeitet Daniel Schüßler als Sprecher, Performer und Schauspieler und realisiert Videoarbeiten in Zusammenarbeit mit anderen Künstlern.
Seit 2013 übt er verschiedene Lehrtätigkeiten als Dozent im Bereich Schauspiel und performative Darstellungsformen aus. So unterrichtet er als Lehrbeauftragter am Institut für Kunst und Kunsttheorie der Universität zu Köln und an der Theaterakademie Köln.
Seit 2020 betreibt er (unter dem Pseudonym Dan Dinner) den Podcast Ein Knall in der Zeit – Kultur in Zeiten der Corona, in dem unterschiedliche Gesprächspartner zu verschiedenen Kultur- und Subkulturthemen interviewt.
Er hatte die künstlerische Co-Leitung für das WOW Performance Festival 2021 – Digital Edition.
Seit 2022 ist er geschäftsführender Vorstand des NRW Landesbüros Freie Darstellende Künste e.V.

## Auszeichnungen
- 2024 – Kölner Kulturpreis "Bestes Kulturereignis 2023"[3]
- 2022 – Kölner Theaterpreis[4]
- 2021 – Ausgezeichnet beim Kunstsalon Theaterpreis
- 2020 – Kurt-Hackenberg-Preis für politisches Theater[5]
- 2017 – Kölner Theaterpreis[6]
- 2010 – Preis der Jury – Heidelberger Theatertage
- 2001 – Gewinner Total Recall – Festival des nacherzählten Films[7]

## Inszenierungen
- 2024: Save the Planet, Kill yourself – Kirche der Selbstauslöschung von Daniel Schüßler und Ensemble
- 2023: Mein Vater war König David  (UA) von Daniel Schüßler und Ensemble[8]
- 2022: Shit(t)y Vol.1 – Straße. Laterne. Wohnblock. (UA) von Daniel Schüßler und Ensemble
- 2022: Das Prinzip Pippi oder: Das latente Manifest (UA) von Daniel Schüßler, Dorothea Förtsch und Ensemble – Diplominszenierung der Theaterakademie Köln
- 2022: Camping Paraíso** – Über das (Sterben) Leben (UA) von Daniel Schüßler und Ensemble
- 2021: Die Tafel – Performative Nachhaltigkeitsforschung mit ANALOG – Online Talkshow
- 2020: Geister Ungesehen – Ein fiktionales Biopic  über das Mecklenburg-Vorpommersche Demmin (UA) von Daniel Schüßler und Ensemble
- 2019: Die Psychonauten: Rausch von Daniel Schüßler und Ensemble
- 2018: Die Psychonauten: Asche von Konstantin Küspert
- 2017: Nur Utopien sind noch realistisch – Ein fiktionales Biopic (UA) von Daniel Schüßler und Ensemble
- 2016: German Ängst – Angst essen Angst auf (UA) von Daniel Schüßler und Ensemble
- 2016: Büchner von Falk Richter – Diplominszenierung der Theaterakademie Köln
- 2015: Paradisus? (UA) von Daniel Schüßler und Emanuele Soavi – Eingeladen zum Festival Tanz.Tausch 2016 in Leipzig und Tanz.Tausch 2015 in Köln
- 2015: Unter Tieren – Ein Menschenversuch (UA) von Daniel Schüßler und Ensemble –  Eingeladen zum Festivals Favoriten 2016 in Dortmund und Theaterszene Europa 2016 in Köln
- 2014: Gendertrouble in GerMANy (UA) von Daniel Schüßler und Ensemble
- 2014:  'Das Göttin-Gen – Eine Stadt heilt sich selbst (UA) von Rolf Baumgart und Daniel Schüßler – In Koproduktion Bonner Tanzcompany bodytalk und Jungen Theater Göttingen
- 2014: Imitations of Life – Eine Schauspielerin spielt sich selbst (UA) von Judith Leiß und Ensemble – Eingeladen zum Kaltstartfestival Hamburg 2014, dem Theaterfestival WEST Off 2014 und dem 100°-Grad-Festival Berlin 2014
- 2013: Being Philotas – Wofür es sich zu sterben lohnt (UA) nach G. E. Lessing von Sandra Röseler und Daniel Schüßler
- 2012: hamlet ist tot.keine schwerkraft von Ewald Palmetshofer
- 2012: Leni Riefenstahl – Die Kölner Prozesse (UA) von Daniel Schüßler und Judith Leiß – Eingeladen zum Festival Theaterszene Europa 2012 in der Studiobühne Köln
- 2011: Lulu – Ein deutscher Traum (UA) nach Frank Wedekind – Eingeladen zum Festivalat.tension#4 in Lärz, Mecklenburg-Vorpommern
- 2010: wohnen.unter glas von Ewald Palmetshofer  – Eingeladen zum Theaterfestival West off 2010
- 2010: Die Verschwörungspraktiker (UA) von Yoshiko Waki, Rolf Baumgart, Daniel Schüßler – Koproduktion mit der Tanzcompany bodytalk,
- 2009: Die Revolution sind wir – Die Bremer Stadtmusikanten (UA) von Daniel Schüßler und Judith Leiß
- 2008: Die vierte Generation (UA) von Daniel Schüßler und Sandra Röseler, nach R. W. Fassbinder
- 2007: Der perfekte Mensch – Woyzeck nach Georg Büchner und Jörgen Leth  – Eingeladen mit zehn Vorstellungen zum Theaterstarter Festival in Aachen 2008
- 2007: The Shrine of Schmerz – Wer ist denn jetzt der Puppenspieler (UA) von Daniel Schüßler – Installation und Performance
- 2006: Lulu – Fuck’n’Fiction – The sublime is now (UA) nach Frank Wedekind
- 2005: Fette Männer im Rock von Nicky Silver, Orangerie
- 2004: L+L – Wasted Time – Leonce und Lena nach Georg Büchner, Orangerie

## Videoarbeiten
- 2023 – Das Bruchstückhafte – 118 min – 4K – 3 Kanal-Videoinstallation + Sound- und Rauminstallation
- 2021 – Camping Paraíso** – Über das Sterben – 4K, 48 min, Biopic, Kooperation mit dem Filmemacher Tommy Vella
- 2020 – Geister Ungesehen – HDV, 65 min, Videoeinspieler auf drei Leinwänden, Kooperation mit dem Filmemacher Tommy Vella
- 2013 – Der Pilger, HDV, 20 min, Videoeinspieler auf einer Leinwand, Kooperation mit der Medienkünstlerin Anna Baranowski
- 2013 – Der Guru, HDV, 5.12 min, Videoeinspieler auf einer Leinwand, Videoarbeit für das Theaterprojekt Being Philotas – Wofür es sich zu sterben lohnt
- 2011 – Mörder – Hoffnung der Frauen, Opernchor, HDV, 24 min, Videoinstallation auf 2 Leinwänden, Kooperation mit dem Düsseldorfer Filmemacher Holger Hahn
- 2008 – Der Clown, HDV, 4.30 min, Videoeinspieler auf einer Leinwand, Kooperation mit dem Düsseldorfer Filmemacher Holger Hahn
- 2008 – Reise zum Mars – Aufbruch zu neuen Ufern, HDV, 4.53 min, Videoeinspieler auf einer Leinwand, Kooperation mit dem Düsseldorfer Filmemacher Holger Hahn
- 2007 – Ab in die Ewigkeit, HDV, 3.46 min, Videoeinspieler auf einer Leinwand, Kooperation mit dem Düsseldorfer Filmemacher Holger Hahn, Musikvideo für die Band Kiesgroup

## Publikationen
- What is ARTUCATION?, In: Jane Eschment / Hannah Neumann / Aurora Rodonò / Torsten Meyer (Hrsg.): Arts Education in Transition: kopaed-Verlag, Köln 2020, ISBN 978-3-86736-564-2.
- Total Recall - Das Festival des nacherzählten Films /  2 × CD, Compilation / Label Total Recall / Released Germany 2003, ISBN 978-3-9808870-0-7.